# Erasmus Nicolai Arbogensis
Erasmus Nicolai Arbogensis, född i Arboga 1530, död den 10 maj 1580, var en svensk hovpredikant, riksdagsman och biskop och som sådan verksam i Västerås stift.

## Biografi
Erasmus Nicolai Arbogensis var av dansk släkt, men född i Arboga. Sedan han under 1550-talet arbetat som lärare vid Arboga skola, blev han student vid universitetet i Wittenberg där han efter att blivit filosofie magister 1560 undervisade vid filosofiska fakulteten. Sedan han återkommit till Sverige blev han 1562 skolmästare i Västerås där han sedermera också blev lektor i teologi. 1565 blev han kyrkoherde i Västerås, och 1567 "ordinarius" av Stora Tuna socken, en tjänst i vilken han inledningsvis kallar sig själv biskop av Tuna stift och sedan bara kyrkoherde. Han blev 1570 kungens hovpredikant, och 1574 domprost. 1575 vigdes han till biskop.
Som hovpredikant hos Johan III arbetade han tillsammans med kungen för liturgins införande i sitt stift och fick den offentligen antagen av stiftets prästerskap den 18 februari 1577.
Han var riksdagsman 1564, 1566, 1569, 1574, 1575 och 1577.